# Vincent Provoost
Vincent Provoost (Brugge, 7 februari 1984) is een Belgisch voetballer die sinds 2023 uitkomt voor Club Roeselare. Provoost is een middenvelder en de laatste actieve speler die in 2005 met Club Brugge kampioen van België werd, hoewel hij dat seizoen geen minuut van de competitie heeft gespeeld. Hij won de Supercup in 2004.

## Carrière
Provoost genoot zijn jeugdopleiding bij VK Kachtem en Club Brugge. Op 22 december 2004 maakte hij zijn officiële debuut in het eerste elftal van Club Brugge: in de Supercup tegen RSC Anderlecht liet trainer Trond Sollied hem in de blessuretijd invallen voor doelpuntenmaker Rune Lange. In het seizoen daarop maakte hij onder Jan Ceulemans zijn debuut in Eerste klasse: in de 0-1-zege tegen Excelsior Moeskroen mocht hij in de 88e minuut invallen voor Jeanvion Yulu-Matondo.
In 2006 verhuisde hij naar KV Kortrijk, waarmee hij in 2008 kampioen werd in Tweede klasse. In het seizoen 2006/07 werd Provoost door de supporters van KV Kortrijk verkozen tot speler van het seizoen. 
Op 24 januari 2008 ondertekende hij een contract voor drie seizoenen bij KSV Roeselare, dat startte in juli 2008. Provoost speelde met deze club twee seizoenen op het hoogste niveau. Na nog een seizoen in Tweede klasse met Roeselare tekende hij in 2011 bij derdeklasser Mouscron-Péruwelz. Met deze club werd hij in 2012 kampioen in Derde klasse A. In 2014 dwong hij via de eindronde zelfs promotie naar Eerste klasse af met de Henegouwers. Provoost promoveerde evenwel niet mee, want in april 2014 ondertekende hij reeds een contract voor twee jaar met optie op een extra jaar bij zijn ex-club Roeselare.
In 2016 ging hij naar KSKV Zwevezele. Met Tim Smolders en Stijn Minne kwam hij er enkele andere voormalige eersteklassespelers tegen. In zijn eerste seizoen greep hij met de club nog net naast de titel in Eerste provinciale, maar een jaar later was het wél zover. Een seizoen later verzekerde Zwevezele zich via de eindronde van een tweede promotie op rij.
In het voorjaar van 2021, toen het amateurvoetbal in België stillag vanwege de coronapandemie, raakte bekend dat Provoost in het seizoen daarop zou uitkomen voor het B-elftal van de club in Tweede provinciale. Toen de B-ploeg door het verdwijnen van de ploeg in de Tweede afdeling de A-ploeg werd, maakte Provoost uiteindelijk toch weer deel uit van het eerste elftal. Uiteindelijk stopte Zwevezele in 2023 ook met zijn ploeg in Tweede provinciale, waarop Provoost op z'n 39e bij Club Roeselare tekende.

## Clubstatistieken
| seizoen | club              | land   | competitie             | wed. | goals |
| ------- | ----------------- | ------ | ---------------------- | ---- | ----- |
| 2005/06 | Club Brugge       | België | Jupiler League         | 1    | 0     |
| 2006/07 | KV Kortrijk       | België | Tweede Klasse          | 29   | 1     |
| 2007/08 | KV Kortrijk       | België | Tweede klasse          | 19   | 3     |
| 2008/09 | SV Roeselare      | België | Eerste klasse          | 33   | 1     |
| 2009/10 | SV Roeselare      | België | Eerste klasse          | 27   | 0     |
| 2010/11 | SV Roeselare      | België | Exqi League            | 25   | 1     |
| 2011/12 | Mouscron-Péruwelz | België | Derde klasse           | 24   | 3     |
| 2012/13 | Mouscron-Péruwelz | België | Tweede klasse          | 33   | 1     |
| 2013/14 | Mouscron-Péruwelz | België | Tweede klasse          | 27   | 0     |
| 2014/15 | KSV Roeselare     | België | Tweede klasse          | 33   | 1     |
| 2015/16 | KSV Roeselare     | België | Tweede klasse          | 25   | 4     |
| 2016/17 | KSKV Zwevezele    | België | Eerste prov. W-Vl      |      |       |
| 2017/18 | KSKV Zwevezele    | België | Eerste prov. W-Vl      |      |       |
| 2018/19 | KSKV Zwevezele    | België | Derde klasse amateurs  |      |       |
| 2019/20 | KSKV Zwevezele    | België | Tweede klasse amateurs |      |       |
| 2020/21 | KSKV Zwevezele    | België | Tweede afdeling        |      |       |
| 2021/22 | KSKV Zwevezele B  | België | Tweede prov. W-Vl      |      |       |
| 2022/23 | KSKV Zwevezele    | België | Tweede prov. W-Vl      |      |       |
|         |                   |        | Totaal                 | 276  | 15    |

Bijgewerkt op 31 maart 2023.